# Arrondissement di Belley
L'arrondissement di Belley è un arrondissement dipartimentale della Francia situato nel dipartimento dell'Ain, nella regione dell'Alvernia-Rodano-Alpi.

## Storia
Fu creato nel 1800, sulla base dei preesistenti distretti.

## Composizione
L'arrondissement è composto da 104 comuni raggruppati in 5 cantoni:
- cantone di Ambérieu-en-Bugey
- cantone di Belley
- cantone di Lagnieu
- cantone di Plateau d'Hauteville
- cantone di Valserhône